# Blakea subvaginata
Blakea subvaginata es una especie perteneciente a la familia  Melastomataceae. Se encuentra en  Ecuador.  Su hábitat natural son las montañas húmedas subtropicales o tropicales.

## Distribución y hábitat
Es un árbol nativo de Ecuador, donde está confinado en la cara este de las laderas de los Andes. No se conoce su existencia en las áreas protegidas de Ecuador, pero se tienen esperanzas de que se encuentra en el Parque nacional Sangay, el Parque nacional Llanganates, la Reserva Ecológica Cayambe-Coca, y el Parque nacional Sumaco Napo-Galeras. 

## Taxonomía
Blakea subvaginata fue descrito por Wurdack y publicado en Phytologia 43(4): 347–348. 1979.